# ADIRF
ADIRF (англ. Adipogenesis regulatory factor) – білок, який кодується однойменним геном, розташованим у людей на 10-й хромосомі. Довжина поліпептидного ланцюга білка становить 76 амінокислот, а молекулярна маса — 7 855.
| 10         |  | 20         |  | 30         |  | 40         |  | 50         |
| ---------- |  | ---------- |  | ---------- |  | ---------- |  | ---------- |
| MASKGLQDLK |  | QQVEGTAQEA |  | VSAAGAAAQQ |  | VVDQATEAGQ |  | KAMDQLAKTT |
| QETIDKTANQ |  | ASDTFSGIGK |  | KFGLLK     |  |            |  |            |

A: Аланін

D: Аспарагінова кислота

E: Глутамінова кислота

F: Фенілаланін

G: Гліцин

I: Ізолейцин

K: Лізин

L: Лейцин

M: Метіонін

N: Аспарагін

Q: Глутамін

S: Серин

T: Треонін

Задіяний у таких біологічних процесах, як транскрипція, регуляція транскрипції, диференціація клітин. 
Локалізований у ядрі.